# Pele artificial

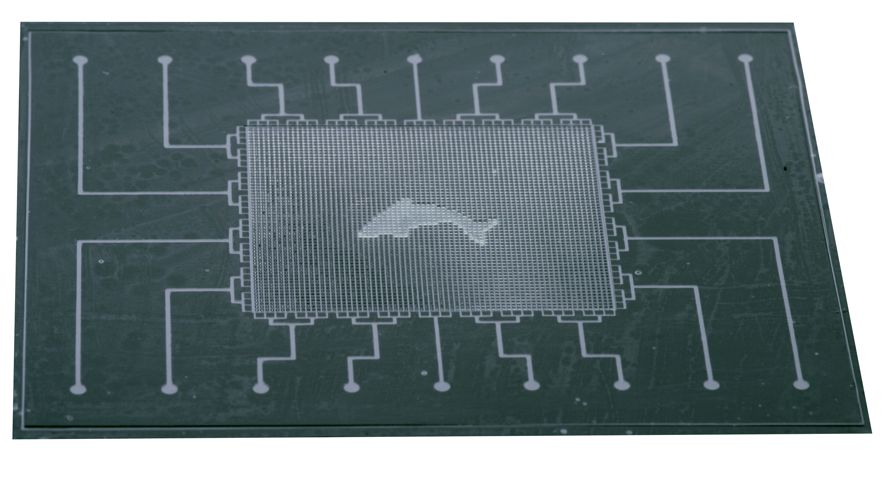
Essa tela fornece impressões visuais (monocromáticas) e físicas (contornos, relevos, texturas, suavidade) de uma superfície virtual

A pele artificial é uma estrutura de colágeno que induz a regeneração da pele em mamíferos como os humanos. O termo foi usado no final da década de 1970 e no início da década de 1980 para descrever um novo tratamento para queimaduras maciças. Mais tarde, foi descoberto que o tratamento de feridas profundas na pele em animais adultos e humanos com esta estrutura induz a regeneração da derme. Foi desenvolvido comercialmente sob o nome IntegraTM e é usado em pacientes massivamente queimados, durante cirurgia plástica da pele e no tratamento de feridas crônicas na pele.
Como alternativa, o termo “pele artificial” às vezes é usado para se referir a tecidos semelhantes à pele cultivados em laboratório. 'Pele artificial' também pode se referir a materiais semicondutores flexíveis que podem detectar o toque de pessoas com membros protéticos.

## Descoberta e uso clínico
Um processo para induzir a regeneração da pele foi inventado pelo Dr. Ioannis V. Yannas, no Instituto de Tecnologia de Massachusetts, e pelo Dr. John F. Burke, no Instituto Shriners Burns, em Boston. Seu objetivo inicial era descobrir uma cobertura de ferida que protegesse feridas graves da pele contra infecções, acelerando o fechamento da ferida.

## Pele sintética
Outra forma de "pele artificial" foi criada a partir de materiais semicondutores flexíveis que podem detectar o toque de pessoas com membros protéticos.
Em 2019, os cientistas conseguiram criar uma membrana artificial semelhante à pele que imita a aparência da pele humana e também suas capacidades sensoriais.